# Cino Djavid
Cino Djavid (* 1984 in Hamburg) ist ein deutscher Schauspieler.

## Leben
Cino Djavid stammt aus einer persischen Familie. Seine Eltern kamen kurz vor dem Machtwechsel und dem politischen Umsturz durch das Ajatollah-Regime im Iran als Ärzte nach Deutschland. Kurz vor dem Abitur am Albert-Schweitzer-Gymnasium in Hamburg im Jahr 2004 entschied er sich, nach dem mehrmaligen Besuch von Michael Thalheimers Liliom-Inszenierung am Thalia-Theater, für eine Berufslaufbahn als Schauspieler.
Djavid absolvierte seine Schauspielausbildung von 2006 bis 2009 am Hamburger Schauspielstudio Frese.
Sein erstes Festengagement hatte er von 2010 bis 2013 unter der Intendanz von Gerhard Hess an der Landesbühne Wilhelmshaven. Dort spielte er u. a. den Karl in der Wilson/Waits-Fassung von Woyzeck, Orest in Iphigenie auf Tauris, Mercutio in Romeo und Julia und König Alfonso in Die Jüdin von Toledo. Weitere Rollen an der Landesbühne Wilhelmshaven waren Spiegelberg in Die Räuber, Carlos in Clavigo und Moritz Stiefel in Frühlings Erwachen.
2012 wurde er im Bereich „Darstellende Künste“ mit dem bundesweiten Nachwuchsförderpreis der Proskenion-Stiftung für seine schauspielerischen Leistungen ausgezeichnet.
Nach einem erfolgreichen Vorsprechen wechselte Cino Djavid 2013 an das Saarländische Staatstheater Saarbrücken. Er spielte dort u. a. die Titelrolle in Don Karlos, Andri in Andorra, Achilles in Penthesilea, Madame Pernelle in Tartuffe, Lucky in Warten auf Godot und Cassio in Othello.
Ab der Spielzeit 2017/18 war er festes Ensemblemitglied am Staatstheater Braunschweig. Zu seinen Braunschweiger Rollen gehörten u. a. Xerxes in Die Perser, Nick in Wer hat Angst vor Virginia Woolf? und die Titelrolle in Der aufhaltsame Aufstieg des Arturo Ui (Regie: Dagmar Schlingmann). 2018 erhielt er für seine Interpretation des Malvolio in Dariusch Yazdkhastis Was ihr wollt-Inszenierung eine lobende Nennung als »Beste schauspielerische Leistung« in der Kritikerumfrage des Theatermagazins Die Deutsche Bühne.
Zur Spielzeit 2023/24 wechselt Cino Djavid an das Staatstheater Hannover. 
Djavid stand neben seiner Theaterarbeit auch für einige Film- und Fernsehproduktionen vor der Kamera. In der Anfang 2022 im ZDF neu platzierten Kriminalfilmreihe Kolleginnen gehört Cino Djavid als Rechtsmediziner und Spurensicherer Ede Koschinski zum Ermittlerteam.
Cino Djavid lebt in Hannover.

## Filmografie (Auswahl)
- 2018: Dogs of Berlin: V.I.P. (Fernsehserie, eine Folge)
- 2018: Ich bin Kunst (Kurzfilm)
- 2022: Kolleginnen: Das böse Kind (Fernsehreihe)
- 2022: Kolleginnen: Für immer (Fernsehreihe)
- 2023: Notruf Hafenkante: Tierliebe (Fernsehserie, eine Folge)
- 2023: Franky Five Star (Kinofilm)
- 2023: Drifter (Kinofilm)
- 2025: SOKO Leipzig: Sunny (Fernsehserie, eine Folge)